# Asas jezik
Asas jezik (low; ISO 639-3: asd), jedan od 5 evapia jezika, šire skupine Rai Coast, kojim govori 330 ljudi (Wurm and Hattori 1981) u provinciji Madang u Papui Novoj Gvineji.
Srodni su mu sinsauru [snz], sausi [ssj], kesawai [xes], dumpu [wtf].

## Vanjske poveznice
- Ethnologue (14th)
- Ethnologue (15th)